# كونفدرالية

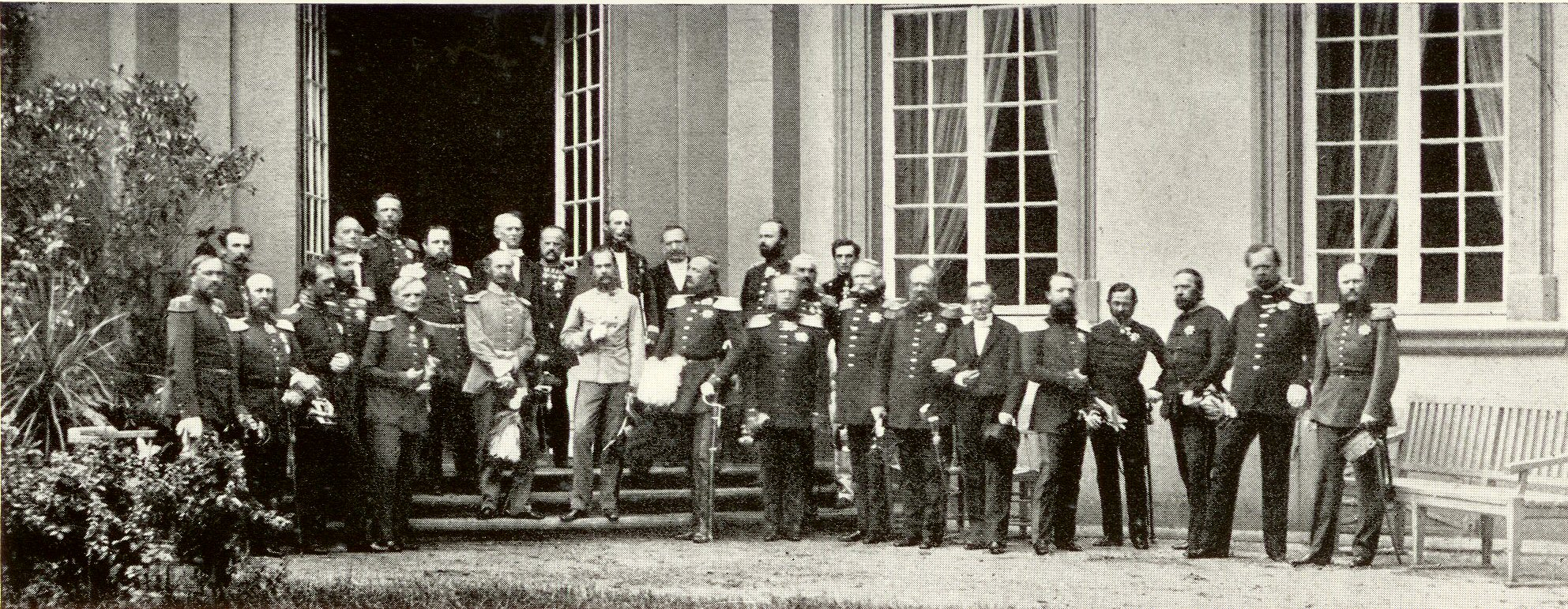

الحِلاف أو الاتحاد الكونفدرالي أو الكونفدرالية أو الاتحاد التعاهديّ (بالإنجليزية: Confederation)‏ هو رابطة أعضاؤها دول مستقلة ذات سيادة تفوِّض بموجب اتفاق سابق بعضَ الصلاحيات لهيئة أو هيئات مشتركة؛ لتنسيق سياساتها في عدد من المجالات، وذلك دون أن يشكل هذا التجمُّع دولة أو كِيانًا، وإلا أصبح شكلًا آخرَ يسمَّى بالفدرالية.
الكونفدرالية تحترم مبدأ السيادة الدَّولية لأعضائها، وفي نظر القانون الدَّولي تتشكل باتفاقية لا تعدَّل إلا بإجماع أعضائها.
وفي السياسة الحديثة، فالكنفدرالية هي اتحاد دائم للدول ذات السيادة للعمل المشترك فيما يتعلق بالدول الأخرى. عادة ما تبدأ بمعاهدة ولكنها غالبا ما تلجأ في وقت لاحق لاعتماد دستور مشترك، غالبا ما تنشأ الكنفدراليات للتعامل مع القضايا الحساسة مثل الدفاع والشؤون الخارجية أو العملة المشتركة، حيث يتعين على الحكومة المركزية لتوفير الدعم لجميع الأعضاء.
وفي سياق آخر تستعمل كلمة الكنفدرالية لوصف نوع من الهيئات التي يكون أحد مكوناتها شبه مستقل مثل الكنفدراليات الرياضية أو النقابية.
تختلف طبيعة العلاقة بين الدول التي تشكل الكنفدرالية كثيرًا، وبالمثل، فإن العلاقة بين الدول الأعضاء والحكومة المركزية فيما يختص بتوزيع السلطات فيما بينها متغير بدرجة كبيرة أيضا. بعض الكنفدراليات تتمتع بمرونة مماثلة للمنظمات الحكومية الدولية، في حين أن الكنفدراليات المتشددة قد تشبه الاتحادات الفدرالية.
ومن أبرز الكنفدراليات الحديثة الاتحاد الأوروبي أما كندا، وسويسرا، وبلجيكا، فتعتبر فدراليات

## أمثلة
- بلجيكا: يشير الباحثون إلى أن الدولة البلجيكية تحتوي بعض مكونات الكنفدرالية. الباحث سي أي لاجاس يقول عن الاتفاقيات ما بين المناطق والمحافظات البلجيكية «إننا في نظام سياسي أقرب ما يكون إلى الكنفدرالية». ويقول رئيس مركز البحوث الاجتماعية السياسية، فينسينت دوكوربيتر، في مقالة في صحيفة لو سوار اليومية «إن بلجيكا فيدرالية بدون أدنى شك، لكن فيها مواصفات الكنفدرالية». ويقول مايكل كويفي البروفيسور في جامعة لوفان الكاثوليكية أيضا في صحيفة لو سوار «إن النظام السياسي البلجيكي يتحرك بديناميكية كنفدرالية»، وقد كتب عن نفس الموضوع في سنة 1984 بالتعاون مع أساتذة جامعيين آخرين.

## كنفدراليات تاريخية
- ألمانيا التي تشكلت بعد الإمبراطورية المقدسة قبل توحيدها 1806 و1848.
- كنفدرالية الراين (1806-1813) والتي لم يكن لها رئيس للدولة ولا حكومة.
- مملكة أراغون 1137-1716
- الاتحاد العربي 1958-1959
- الولايات المتحدة الأمريكية قبل معاهدات الكنفدرالية 1781-1789
- صربيا والجبل الأسود ما بين 1982-2006
- كنفدرالية السنغال غامبيا ما بين 1982-1989
- سويسرا كانت كنفدرالية ما بين 1291 و1848 لتتحول إلى فدرالية رغم أن الإبقاء رسميا على اسمها ك «الكنفدرالية السويسرية».
- الجمهورية العربية المتحدة هو اتحاد كونفدرالي بين مصر وسوريا 1958-1961 ولكنه فشل وتحول إلى فيدرالي لأسباب معينة بين الدولتين.
- صربيا والجبل الأسود 2003-2006
- إيروكواس مجموعة من الأمريكيّين القدماء، في منطقة البحيرات العظمى، اتحدوا في القرن 12 وأسسوا كنفدرالية.